# The World Contamination Tour
The World Contamination Tour fue una gira de la banda estadounidense de rock My Chemical Romance, iniciada en 2010 durante la promoción de su cuarto y último álbum, Danger days: the true lives of the Fabulous Killjoys. Comenzó el 23 de octubre de 2010 en Londres (Inglaterra), y finalizó el 19 de mayo de 2012 en Nueva Jersey (Estados Unidos); dentro de este periodo, también, la banda realizó el Honda Civic Tour 2011, durante unos dos meses.

## Fechas de conciertos

### Primera etapa: Europa I
| Fecha                  | Ciudad     | País         |              | Recinto                 |
| ---------------------- | ---------- | ------------ | ------------ | ----------------------- |
| 23 de octubre de 2010  | Londres    | Inglaterra   | RU           | HMV Apollo              |
| 24 de octubre de 2010  | Mánchester | Inglaterra   | RU           | O2 Apollo               |
| 25 de octubre de 2010  | Edimburgo  | Escocia      | RU           | Edinburgh Corn Exchange |
| 30 de octubre de 2010  | Ámsterdam  | Países Bajos | Países Bajos | Melkweg                 |
| 1 de noviembre de 2010 | París      | Francia      | Francia      | Cigale                  |
| 3 de noviembre de 2010 | Berlín     | Alemania     | Alemania     | Kesselhaus              |
| 4 de noviembre de 2010 | Hamburgo   | Alemania     | Alemania     | Grünspan                |
| 5 de noviembre de 2010 | Dortmund   | Alemania     | Alemania     | Freizeitzentrum West    |

### Segunda etapa: América del Norte I
| Fecha                   | Ciudad      | Estado o provincia | País | Recinto                     |
| ----------------------- | ----------- | ------------------ | ---- | --------------------------- |
| 3 de diciembre de 2010  | Nueva York  | Nueva York         | EUA  | Roseland Ballroom           |
| 5 de diciembre de 2010  | Tampa       | Florida            | EUA  | 1-800-ASK-Gary Amphitheatre |
| 8 de diciembre de 2010  | Kansas City | Misuri             | EUA  | The Midland                 |
| 10 de diciembre de 2010 | San José    | California         | EUA  | HP Pavilion                 |
| 11 de diciembre de 2010 | Los Ángeles | California         | EUA  | Gibson Amphitheater         |
| 12 de diciembre de 2010 | San Diego   | California         | EUA  | Viejas Arena                |
| 14 de diciembre de 2010 | Saint Louis | Misuri             | EUA  | The Pageant                 |
| 15 de diciembre de 2010 | Chicago     | Illinois           | EUA  | Q101's Twisted Show         |
| 17 de diciembre de 2010 | Detroit     | Míchigan           | EUA  | The Fillmore                |
| 18 de diciembre de 2010 | Toronto     | Ontario            | CAN  | Sound Academy               |

### Tercera etapa: Japón
| Fecha                | Ciudad | País  | Recinto               |
| -------------------- | ------ | ----- | --------------------- |
| 31 de enero de 2011  | Osaka  | Japón | Osaka-jō Hall         |
| 2 de febrero de 2011 | Aichi  | Japón | Prefectural Gymnasium |
| 5 de febrero de 2011 | Tokio  | Japón | Yokohama Arena        |
| 6 de febrero de 2011 | Tokio  | Japón | Yokohama Arena        |

1. ↑  Una de las presentaciones en el Yokohama Arena, de Tokio, fue grabada para el videoálbum Live from Tokyo.[1]

### Cuarta etapa: Europa II
| Fecha                 | Ciudad              | País         |              | Evento \| recinto                                |
| --------------------- | ------------------- | ------------ | ------------ | ------------------------------------------------ |
| 12 de febrero de 2011 | Londres             | Inglaterra   | RU           | Wembley Arena                                    |
| 13 de febrero de 2011 | Birmingham          | Inglaterra   | RU           | LG Arena                                         |
| 15 de febrero de 2011 | Glasgow             | Escocia      | RU           | Scottish Exhibition and Conference Centre        |
| 16 de febrero de 2011 | Dublín              | Irlanda      | Irlanda      | The O2                                           |
| 18 de febrero de 2011 | Mánchester          | Inglaterra   | RU           | Manchester Arena                                 |
| 19 de febrero de 2011 | Nottingham          | Inglaterra   | RU           | Capital FM Arena                                 |
| 21 de febrero de 2011 | Cardiff             | Gales        | RU           | Cardiff International Arena                      |
| 22 de febrero de 2011 | Newcastle upon Tyne | Inglaterra   | RU           | Metro Radio Arena                                |
| 26 de febrero de 2011 | Tilburg             | Países Bajos | Países Bajos | O13                                              |
| 27 de febrero de 2011 | Colonia             | Alemania     | Alemania     | Palladium                                        |
| 1 de marzo de 2011    | París               | Francia      | Francia      | Le Casino de Paris                               |
| 3 de marzo de 2011    | Toulouse            | Francia      | Francia      | Le Bikini                                        |
| 5 de marzo de 2011    | Barcelona           | España       | España       | Sant Jordi Club                                  |
| 7 de marzo de 2011    | Milán               | Italia       | Italia       | PalaSharp                                        |
| 8 de marzo de 2011    | Zúrich              | Suiza        | Suiza        | Kemplex 457                                      |
| 9 de marzo de 2011    | Múnich              | Alemania     | Alemania     | Kesselhaus                                       |
| 12 de marzo de 2011   | Valencia            | España       | España       | MTV Winter \| Ciudad de las Artes y las Ciencias |
| 14 de marzo de 2011   | Hamburgo            | Alemania     | Alemania     | Grosse Freiheit                                  |
| 15 de marzo de 2011   | Copenhague          | Dinamarca    | Dinamarca    | KB Hallen                                        |
| 16 de marzo de 2011   | Oslo                | Noruega      | Noruega      | Oslo Spektrum                                    |
| 18 de marzo de 2011   | Estocolmo           | Suecia       | Suecia       | Hovet                                            |
| 20 de marzo de 2011   | Helsinki            | Finlandia    | Finlandia    | Hartwall Arena                                   |

1. ↑  El concierto del 12 de marzo de 2011 en Valencia fue grabado para el programa World stage de MTV

### Quinta etapa: América del Norte II
| Fecha               | Ciudad         | Estado o provincia | País                      | Recinto                    |
| ------------------- | -------------- | ------------------ | ------------------------- | -------------------------- |
| 31 de marzo de 2011 | Oakland        | California         | EUA                       | Fox Theater                |
| 1 de abril de 2011  | Portland       | Oregón             | EUA                       | Roseland Theatre           |
| 2 de abril de 2011  | Vancouver      | Columbia Británica | CAN                       | Center for Performing Arts |
| 3 de abril de 2011  | Seattle        | Washington         | Bandera de Estados Unidos | Showbox Sodo               |
| 5 de abril de 2011  | Edmonton       | Alberta            | Bandera de Canadá         | Edmonton Event Centre      |
| 6 de abril de 2011  | Calgary        | Alberta            | Bandera de Canadá         | MacEwan Hall               |
| 8 de abril de 2011  | Salt Lake City | Utah               | Bandera de Estados Unidos | In the Venue               |
| 9 de abril de 2011  | Denver         | Colorado           | Bandera de Estados Unidos | Fillmore Auditorium        |
| 10 de abril de 2011 | Des Moines     | Iowa               | Bandera de Estados Unidos | Val Air Ballroom           |
| 12 de abril de 2011 | Minneapolis    | Minnesota          | Bandera de Estados Unidos | First Avenue               |
| 13 de abril de 2011 | Milwaukee      | Wisconsin          | Bandera de Estados Unidos | Eagles Ballroom            |
| 15 de abril de 2011 | Chicago        | Illinois           | Bandera de Estados Unidos | Aragon                     |
| 16 de abril de 2011 | Grand Rapids   | Míchigan           | Bandera de Estados Unidos | The Orbit Room             |
| 17 de abril de 2011 | Cleveland      | Ohio               | Bandera de Estados Unidos | House of Blues             |
| 19 de abril de 2011 | Toronto        | Ontario            | Bandera de Canadá         | Kool Haus                  |
| 20 de abril de 2011 | Montreal       | Quebec             | Bandera de Canadá         | Métropolis                 |
| 22 de abril de 2011 | Nueva York     | Nueva York         | Bandera de Estados Unidos | Terminal 5                 |
| 23 de abril de 2011 | Nueva York     | Nueva York         | Bandera de Estados Unidos | Terminal 5                 |

### Sexta etapa: Estados Unidos
| Fecha              | Ciudad           | Estado o provincia | País | Recinto                     |
| ------------------ | ---------------- | ------------------ | ---- | --------------------------- |
| 5 de mayo de 2011  | Boston           | Massachusetts      | EUA  | House of Blues              |
| 6 de mayo de 2011  | Filadelfia       | Pensilvania        | EUA  | Tower Theatre               |
| 7 de mayo de 2011  | Sayreville       | Nueva Jersey       | EUA  | Starland Ballroom           |
| 8 de mayo de 2011  | Sayreville       | Nueva Jersey       | EUA  | Starland Ballroom           |
| 10 de mayo de 2011 | Washington D. C. | Washington D. C.   | EUA  | 9.30 Club                   |
| 11 de mayo de 2011 | Atlanta          | Georgia            | EUA  | The Tabernacle              |
| 17 de mayo de 2011 | West Palm Beach  | Florida            | EUA  | Revolution                  |
| 18 de mayo de 2011 | Orlando          | Florida            | EUA  | House of Blues              |
| 20 de mayo de 2011 | Houston          | Texas              | EUA  | House of Blues              |
| 21 de mayo de 2011 | Dallas           | Texas              | EUA  | House of Blues              |
| 22 de mayo de 2011 | Dallas           | Texas              | EUA  | House of Blues              |
| 24 de mayo de 2011 | Phoenix          | Arizona            | EUA  | Marquee Theatre - cancelado |
| 25 de mayo de 2011 | Bakersfield      | California         | EUA  | Majestic Fox Theater        |
| 27 de mayo de 2011 | Hollywood        | California         | EUA  | Palladium                   |
| 28 de mayo de 2011 | Hollywood        | California         | EUA  | Palladium                   |
| 29 de mayo de 2011 | Las Vegas        | Nevada             | EUA  | House of Blues              |

1. ↑  El concierto del 24 de mayo de 2011 en Phoenix (Arizona) fue cancelado debido a la afiliación de My Chemical Romance con The Sound Strike Organization, como protesta contra la Ley SB1070 de aquel estado. 
También tocaron el 15 de mayo de 2011 en el festival BBC Radio 1's Big Weekend en Carlisle (Inglaterra).

### Séptima etapa: Europa III
| Fecha               | Ciudad            | País            |                 | Evento \| recinto                 |
| ------------------- | ----------------- | --------------- | --------------- | --------------------------------- |
| 18 de junio de 2011 | Scheeßel          | Alemania        | Alemania        | Hurricane Festival                |
| 24 de junio de 2011 | Madrid            | España          | España          | Dcode Festival \| U. Complutense  |
| 26 de junio de 2011 | Boloña            | Italia          | Italia          | Sonisphere                        |
| 27 de junio de 2011 | Viena             | Austria         | Austria         | Arena                             |
| 29 de junio de 2011 | Sopron            | Hungría         | Hungría         | Volt Festival                     |
| 1 de julio de 2011  | Werchter          | Bélgica         | Bélgica         | Werchter Festival                 |
| 2 de julio de 2011  | Stuttgart         | Alemania        | Alemania        | Coke Sound Up                     |
| 4 de julio de 2011  | Praga             | República Checa | República Checa | Rock for People                   |
| 7 de julio de 2011  | Lisboa            | Portugal        | Portugal        | Optimus Alive                     |
| 8 de julio de 2011  | Kildare           | Irlanda         | Irlanda         | Oxegen Festival                   |
| 9 de julio de 2011  | Londres           | Inglaterra      | RU              | iTunes Festival \| The Roundhouse |
| 10 de julio de 2011 | Perth and Kinross | Escocia         | RU              | T in the Park                     |

### Fechas posteriores
| Fecha                 | Ciudad             | País            | Recinto o evento             |
| Canadá                | Canadá             | Canadá          | Canadá                       |
| --------------------- | ------------------ | --------------- | ---------------------------- |
| 16 de agosto de 2011  | Montreal           | Canadá          | Bell Centre                  |
| 17 de agosto de 2011  | Toronto            | Canadá          | Molson Canadian Amphitheatre |
| Festivales europeos   |                    |                 |                              |
| 26 de agosto de 2011  | Reading            | Inglaterra (RU) | Festival de Reading y Leeds  |
| 27 de agosto de 2011  | Leeds              | Inglaterra (RU) | Festival de Reading y Leeds  |
| 28 de agosto de 2011  | Saint-Cloud        | Francia         | Rock en Seine                |
| Nueva Orleans         |                    |                 |                              |
| 28 de octubre de 2011 | Nueva Orleans (LA) | Estados Unidos  | Voodoo Experience            |
| Oceanía               |                    |                 |                              |
| 20 de enero de 2012   | Auckland           | Nueva Zelanda   | Big Day Out                  |
| 22 de enero de 2012   | Gold Coast         | Australia       | Big Day Out                  |
| 24 de enero de 2012   | Brisbane           | Australia       | Eaton Hill Hotel             |
| 26 de enero de 2012   | Sídney             | Australia       | Big Day Out                  |
| 27 de enero de 2012   | Sídney             | Australia       | The Hordern Pavilion         |
| 29 de enero de 2012   | Melbourne          | Australia       | Big Day Out                  |
| 31 de enero de 2012   | Melbourne          | Australia       | Festival Hall                |
| 3 de febrero de 2012  | Adelaide           | Australia       | Big Day Out                  |
| 5 de febrero de 2012  | Perth              | Australia       | Big Day Out                  |
| Último concierto      |                    |                 |                              |
| 19 de mayo de 2012    | Asbury Park (NJ)   | Estados Unidos  | The Bamboozle                |